# Burbach (Wutha-Farnroda)
Burbach ist ein Ortsteil der Gemeinde Wutha-Farnroda in Westthüringen mit etwa zehn Einwohnern. Namensgeber ist der Burbach, welcher durch den Ort fließt. Burbach besitzt noch eine eigene Gemarkung, zählt aber seit einer Gebietsreform in den 1950er Jahren zu Kahlenberg.

## Geografie
Der Ortsteil liegt in einem Taleinschnitt südlich der Hörselberge, etwa 10 Kilometer östlich der Stadt Eisenach. Die Länge dieses markanten Höhenzuges beträgt etwa 7 Kilometer, die Breite kaum 2 Kilometer. Von West nach Ost lässt sich der Höhenzug mit zwei engen, zur Hörsel hinabreichenden Tälern gliedern. Der Westteil mit dem Kleinen Hörselberg (436 m ü. NN) reicht bis zum Burbacher Pass, der Mittelberg (431 m ü. NN) reicht bis zum Zapfengrund, alle überragt der sagenumwobene Große Hörselberg (484 m ü. NN) mit der Venushöhle im Osten.
Die Entstehung des Thüringer Waldes als Gebirge vor etwa 150 Millionen Jahren bewirkte auch die Heraushebung einer Gruppe von Horstschollen im nördlichen Vorland, zu denen neben dem markanten Hörselbergen auch die Seeberge bei Gotha und der benachbarte Petersberg bei Eisenach gehören. Geologische Verwerfungen in den Gesteinsschichten am Wuthaer Steinbruch belegen, dass die von den Naturkräften in der Erdkruste bewegten Sedimentschichten aus Buntsandstein und Muschelkalk mehrfach gebrochen und gegeneinander verschoben wurden. Die leicht verwitternden Buntsandsteinschichten am Fuß der Hörselberge bei Burbach und Jesusbrünnlein waren die Ursache für die Entstehung der Burbacher Talung.
Die zunächst nur aus zwei benachbarten Vierseithöfen bestehende Kleinsiedlung wird durch eine Dorfstraße mit Kahlenberg und der drei Kilometer westlich gelegenen Hauptsiedlung Wutha-Farnroda verbunden. An der Zufahrtsstraße wurden in der DDR-Zeit Gartengrundstücke mit Wochenendhäusern bewirtschaftet und drei weitere Siedlungshäuser erbaut. Die geographische Höhe des Ortes beträgt 250 m ü. NN.
Die im Jahr 2011 rückgebaute Trasse der BAB 4 tangiert den Ort von Norden.
Der Burbach ist ein orographisch rechter Zufluss der Hörsel.

## Geschichte

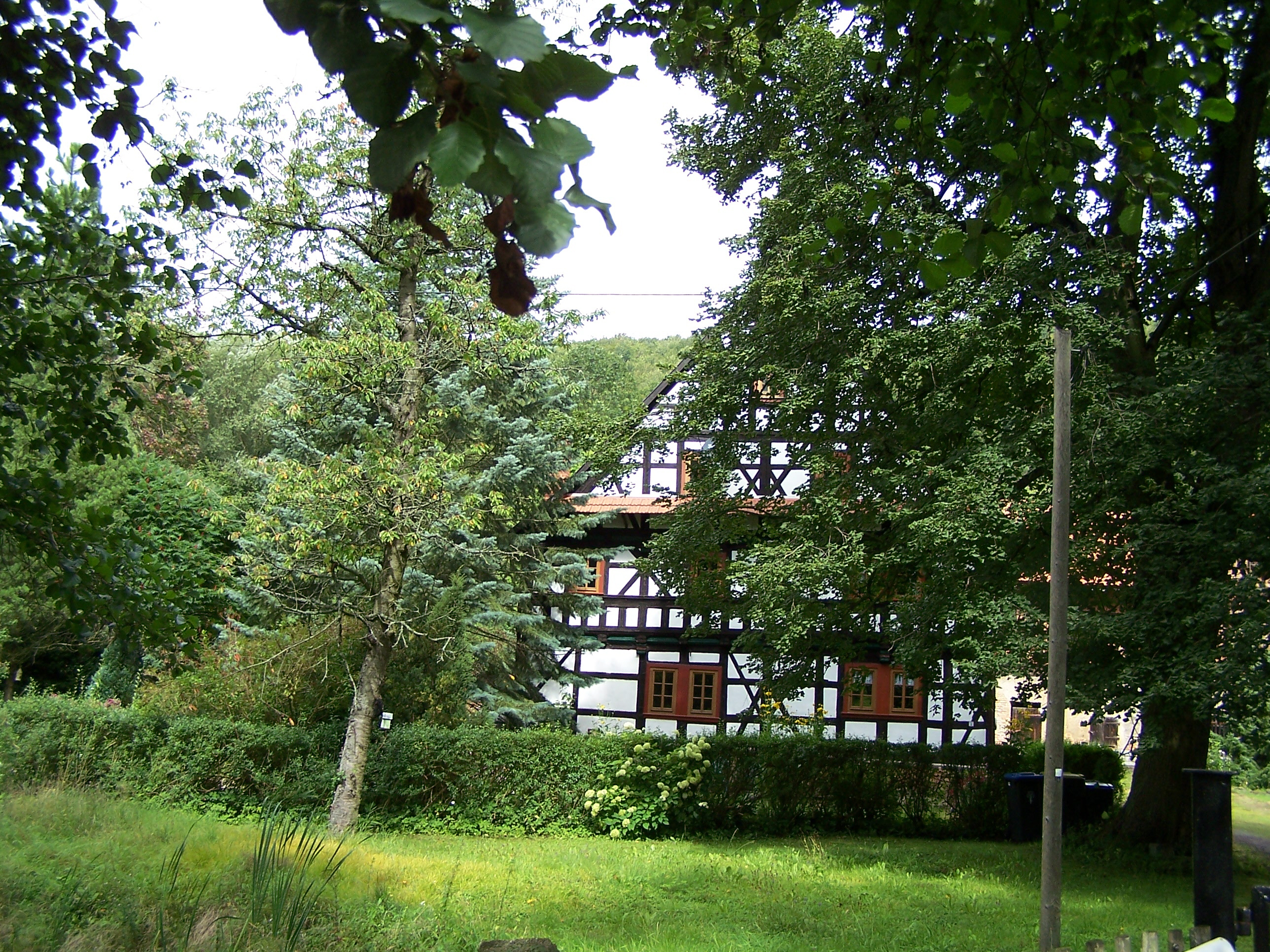
Denkmalgeschützter Hof

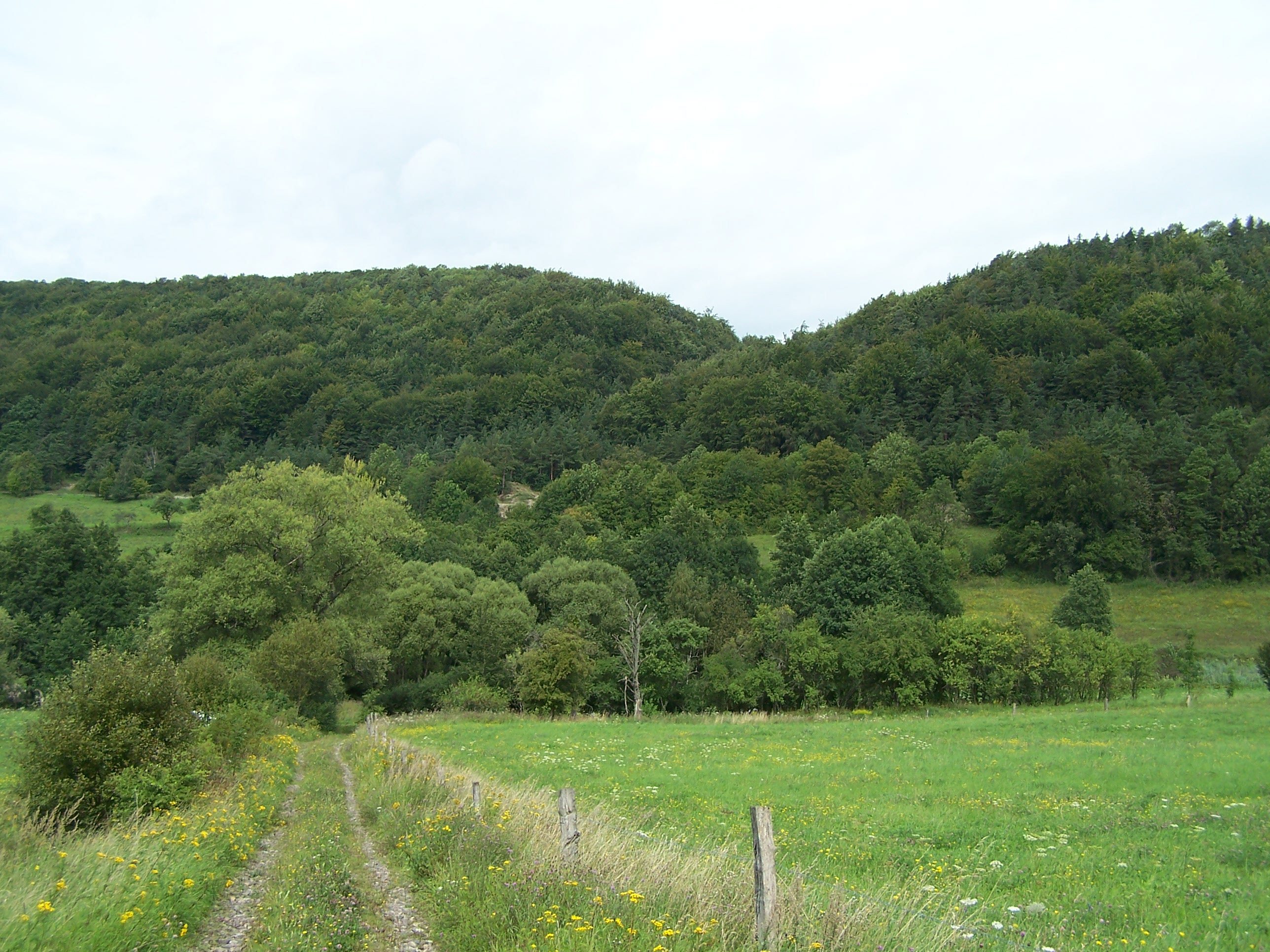
Blick auf das Burbacher Tal

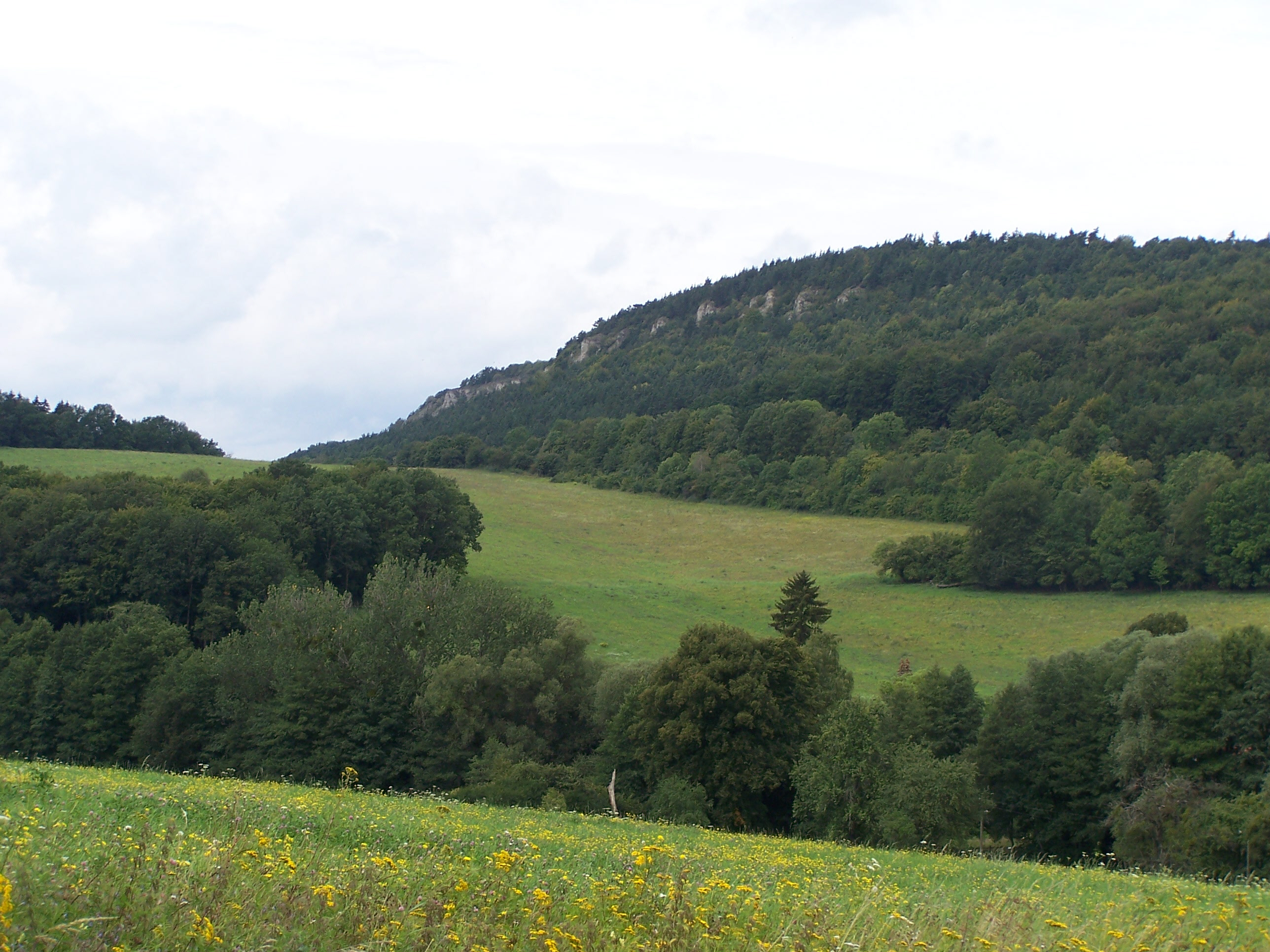
Der Kleine Hörselberg

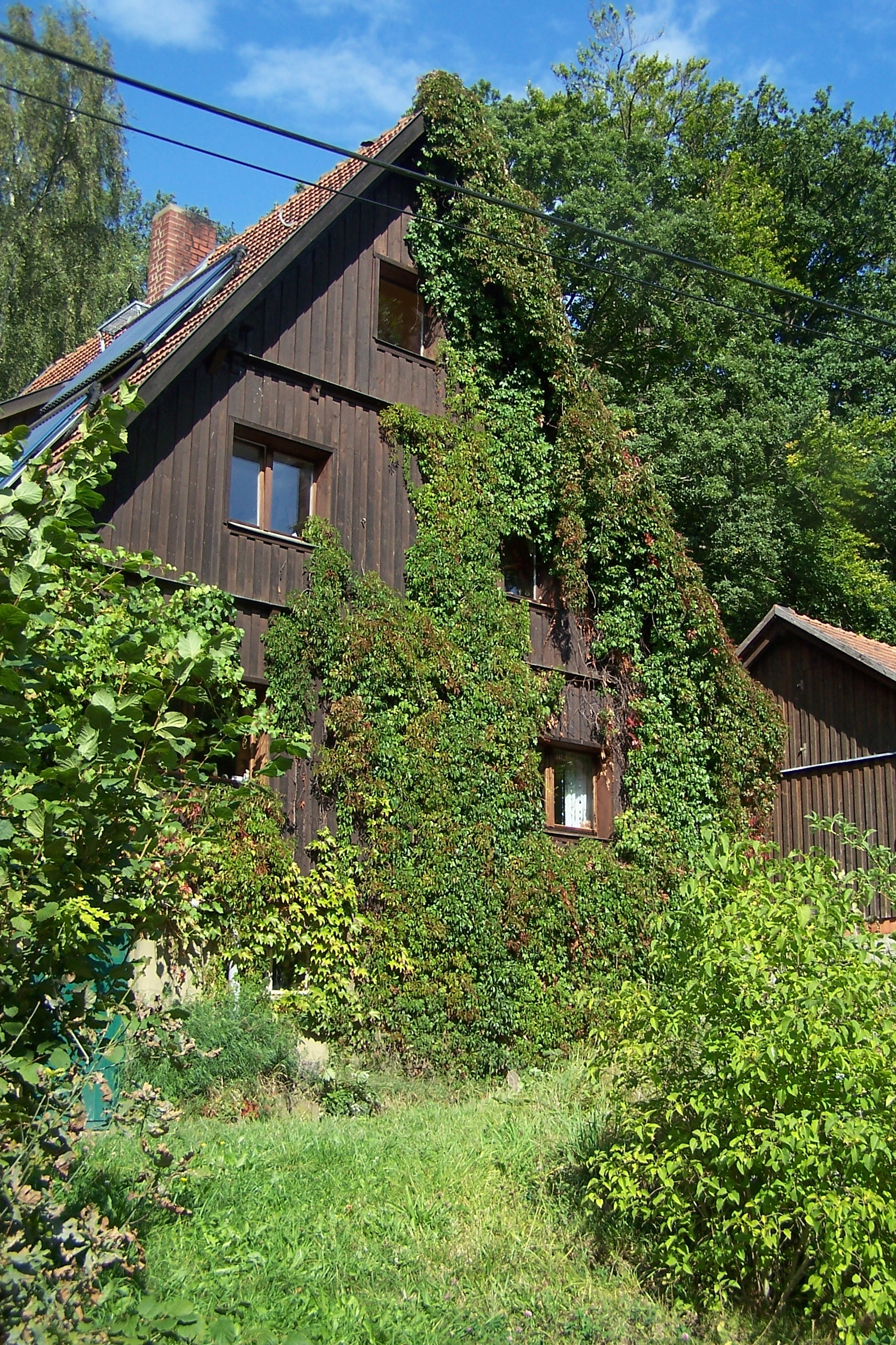
Wohnhaus in Burbach

Ursprünglich zählte die Burbach als fuldisches Lehen. Der Hof lag an einer Altstraße, die den Hörselberg überquerte und zum Klosterbesitz im Nessetal um Großenlupnitz führte. Bedeutsam für die Ortsgeschichte war der 1414 erfolgte Verkauf aller Fuldaer Besitzungen um Großen- und Wenigenlupnitz an die Kartause Eisenach.
Neben dem Rehhof und den Höfen von Wutha bildete der Burbacher Hof den nördlichen Teil der Grundherrschaft Farnroda, die bis in das 13. Jahrhundert zurückreicht. Die Eisenacher Kartäusermönche nutzten viele Gelegenheiten, um durch Grundstückskauf- oder tauschgeschäfte an die besten Ländereien im Umkreis von Eisenach zu kommen. Bereits 1461 veräußerten sie den Burbacher Besitz an den Burggrafen Hartmann von Kirchberg, als Bestätigung wurden Siegel eines Grafen von Beichlingen und des Fuldaer Fürstabts an der Urkunde angebracht. Der mit einem breiten Wassergraben geschützte westliche Hof ist wahrscheinlich nach dem Dreißigjährigen Krieg auf den Grundmauern des Vorgängerbaus neu errichtet worden. Möglicherweise war dieser Gebäudekomplex eine von den Wangenheimern im Thüringer Erbfolgekrieg errichtete Burg Kahlenberg, deren Lage noch umstritten ist.
Eine 1717 erstellte Liste der Frondienste in der Herrschaft Farnroda nennt im Ort Burbach als Bewohner Michael Eberhardt, Bastian Kehr, Hans-Peter Schieck, Hans Liebetrau und Hans Wolff somit lebten und arbeiteten zu diesem Zeitpunkt noch fünf Familien in dem abgelegenen Weiler. Erst mit dem Tode des letzten Farnrodaer Burggrafen von Kirchberg Karl Friedrich im Jahr 1799 fiel dieser Besitz an das Haus Sachsen-Weimar. Die entlang der Burbacher Flurgrenze in kurzem Abstand gesetzten Grenzsteine aus dem 19. Jahrhundert markieren diese neue Landesgrenze zwischen dem Herzogtum Sachsen-Coburg und Gotha mit der Flur Kahlenberg und dem (späteren) Großherzogtum Sachsen-Weimar-Eisenach. Die auf drei Seiten eingeschlossene Flur von Burbach umfasste den Talgrund und die angrenzenden Wiesen, der Kahlenberger und jenseits der Hörsel Schönauer Flurbezirk wurde von den Wangenheimern als Grund- und Gerichtsherren besessen.
Im 19. Jahrhundert wurde Burbach zusammen mit dem Rehhof und dem Weiler Wutha zur Gemeinde Eichrodt gerechnet. Die letzten Privatbesitzer in Burbach – eine Familie Wedekamp verließen den Hof 1960. Die LPG Hörselberg übernahm die landwirtschaftlichen Gebäude und Ländereien. Am bereits als Baudenkmal in den 1930er Jahren ausgewiesenen Vierseithof wurden die Toreinfahrt und Nebengebäude in den 1960er Jahren eingerissen. Die Gemeinde Kahlenberg erhielt 1978 Gelegenheit, das Gehöft zu erwerben. Ein Erfurter Arzt erwarb das Anwesen 1979 als Sommerhaus und richtete eine Naturheilpraxis ein.

## Sehenswürdigkeiten
- Der einstige Vierseithof Burbach 1 war vollständig von einem Wassergraben umgeben. Die Reste der Gräben und Teiche der Hofbefestigung sowie das repräsentative Hauptgebäude stehen unter Denkmalschutz. Die Wirtschaftsgebäude und das Torhaus blieben nicht erhalten.
- Der einstige Vierseithof Burbach 2 wird noch landwirtschaftlich im Nebenerwerb genutzt. Hier sind noch Nebengebäude erhalten.
- Oberhalb der Ortslage bis zum Sattel der Hörselberge führt eine Altstraße über den Burbacher Pass ins Nessetal. Die Hohlwege sind im Wald noch deutlich erkennbar und sind als Bodendenkmal geschützt.
- Rings um die Gemarkung Burbach trifft man auf historische Grenzsteine aus dem 19. Jahrhundert.